# Badrulchau
Badrulchau (Bai ra Ngerulchau) és un conjunt arqueològic de l'illa de Babeldaob, a la República de Palau caracteritzat per l'existència de 37 monòlits de pedra amb formes antropomorfes situades en un sistema de terrasses. Les diverses cares estan col·locades com si vigilessin les columnes.

## Descripció
Aquestes ruïnes es troben a Badr Luau, província d'Alcolon, al vessant oriental d'un turó. Hi ha dues fileres de pilars de pedra amb cims còncaus orientats a la mateixa direcció, una situada al nord i al sud, i una altra a l'est i a l'oest.
Es desconeix la finalitat d'aquests pilars de pedra, però com que els pilars de pedra són còncaus en la mateixa direcció, hi ha la teoria que podrien haver estat els fonaments d'un Bai, un edifici tradicional de Palau. Són unes ruïnes que tenen certa singularitat, ja que a la zona no n'hi ha d'altres de similars que permetin establir relacions.
Hi ha molts dubtes sobre el seu origen i la seva història i significat.

## Història
Són les restes més antigues que s'han trobat a Palau, ja que s'han trobat datacions del 161 aC i del 1665 aC. Les excavacions han pogut localitzar també altes quantitats de terrissa i carbó vegetal.
L'indret no ha estat danyat per construccions i està en bones condicions. El 1997 no hi arribava cap carretera i calia arribar-hi a peu.

## Llegenda
Segons unaa llegenda, la formació d'aquest conjunt va ser fet amb pedres extretes de Lukes, una zona entre Peleliu i Angaur. Des d'aquest indret els déus van portar les pedres a Ngarchelong per fer la construcció. Medechii Belau, un déu trampós, va utilitzar màgia per accelerar en la seva feina i va fer cantar un gall per anunciar l'alba. Això va fer que els déus abandonessin la construcció, deixant les peces del Bai disperses per diferents zones de Palau. Per això es diu que parts de Badrulchau, altres pedres similars, es troben en altres llocs del país.

## Galeria d'imatges

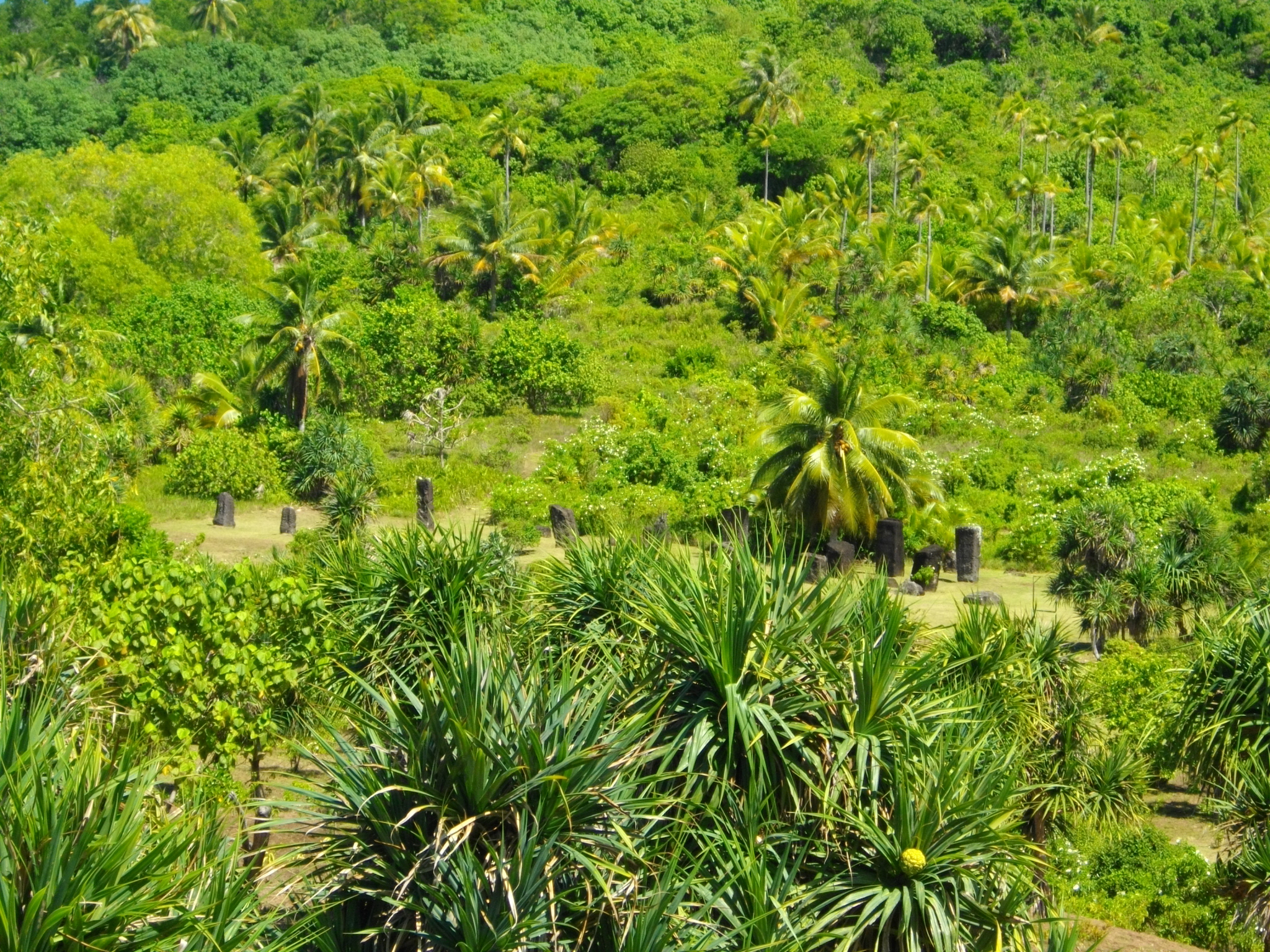
Vista panoràmica de les ruïnes
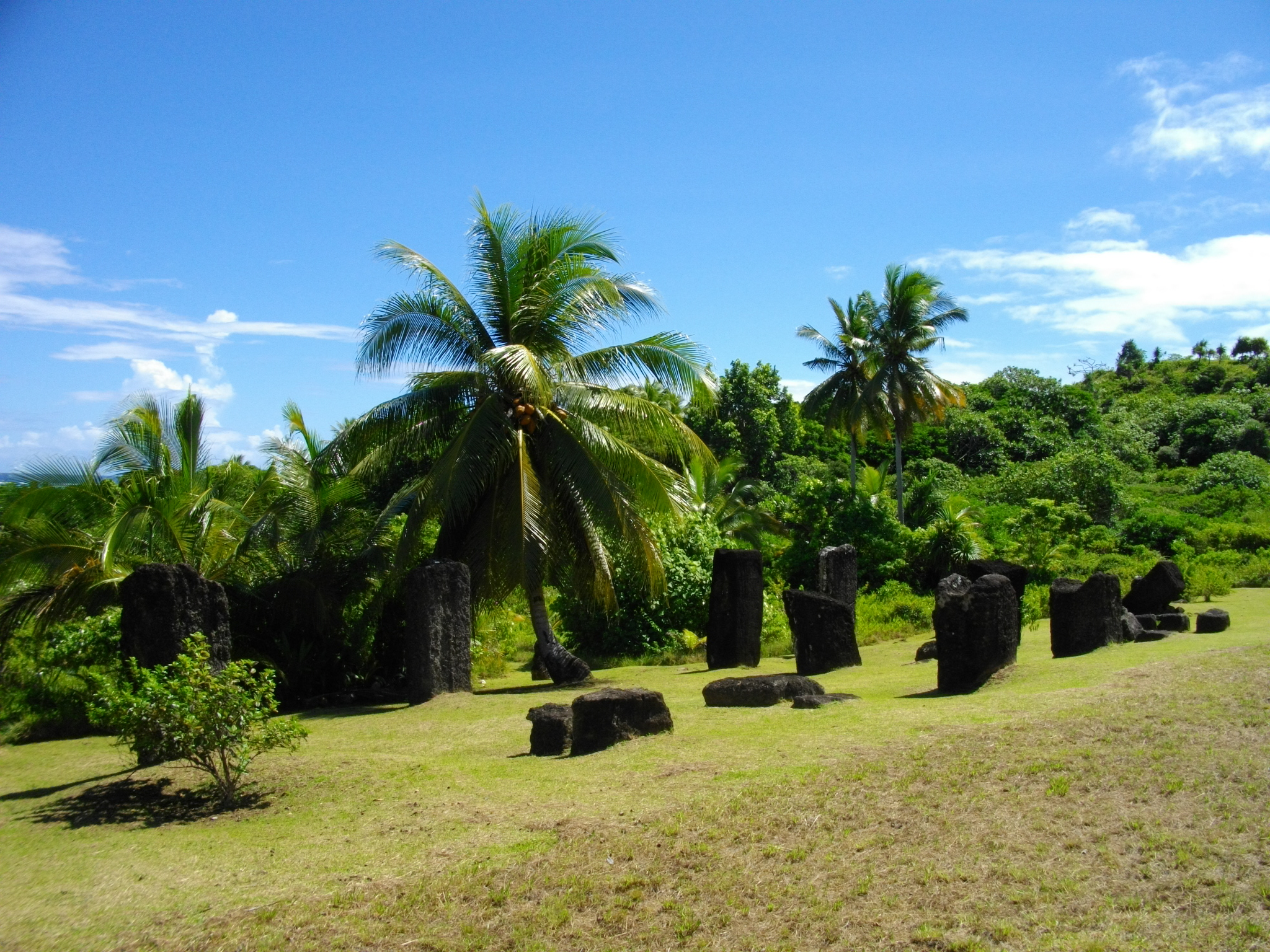
Grup de columnes
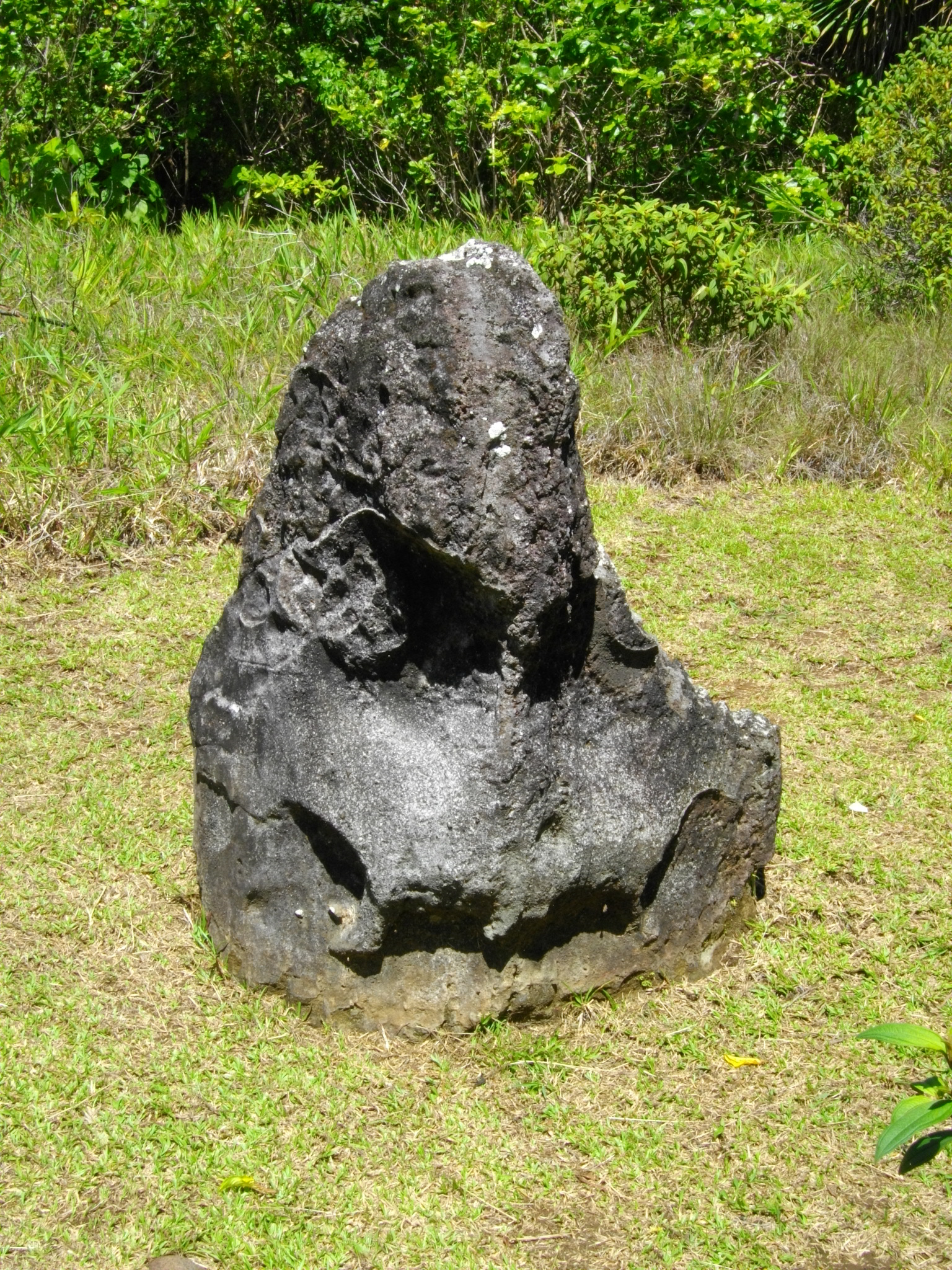
Cara de pedra
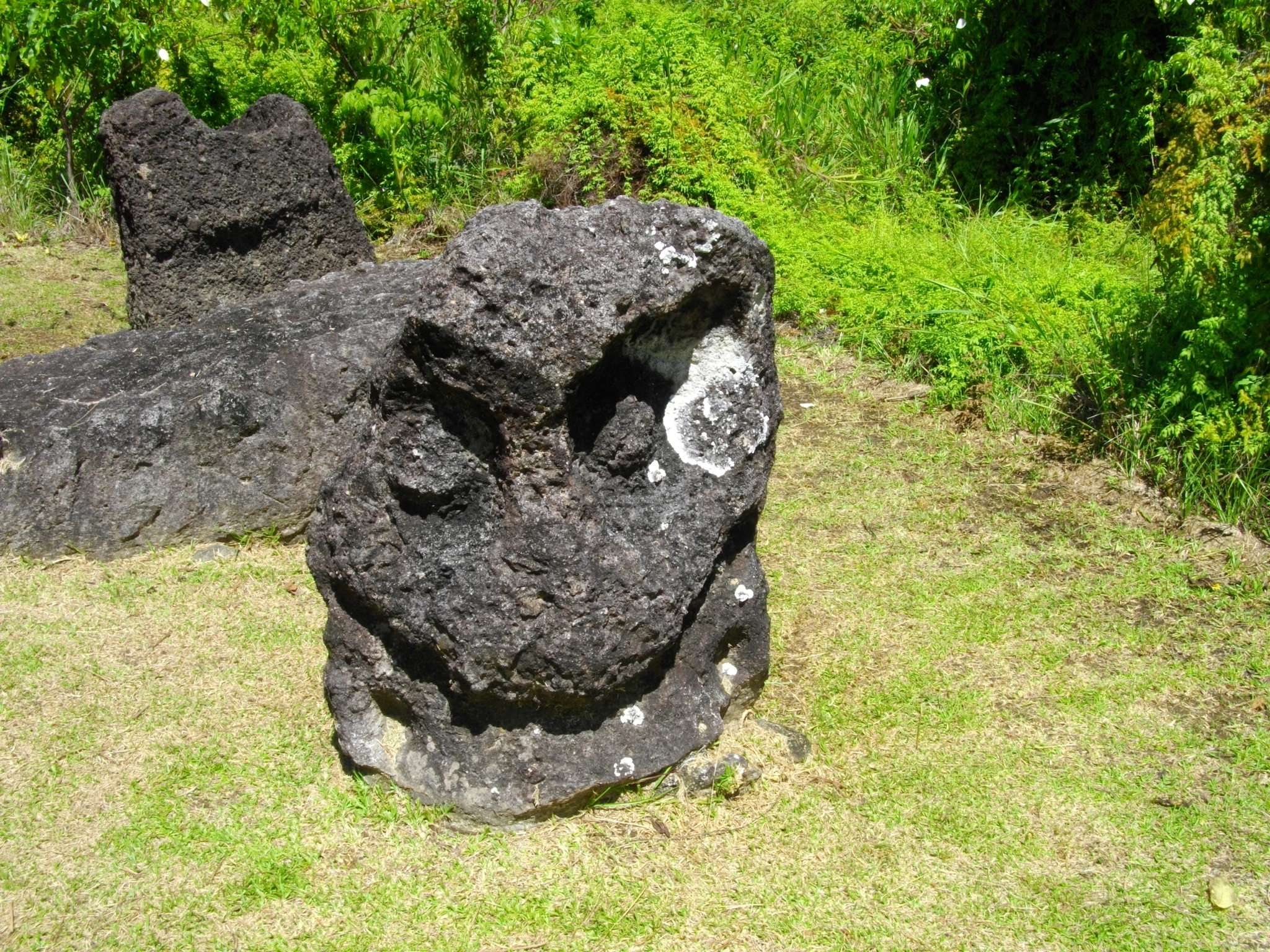
Cara de pedra
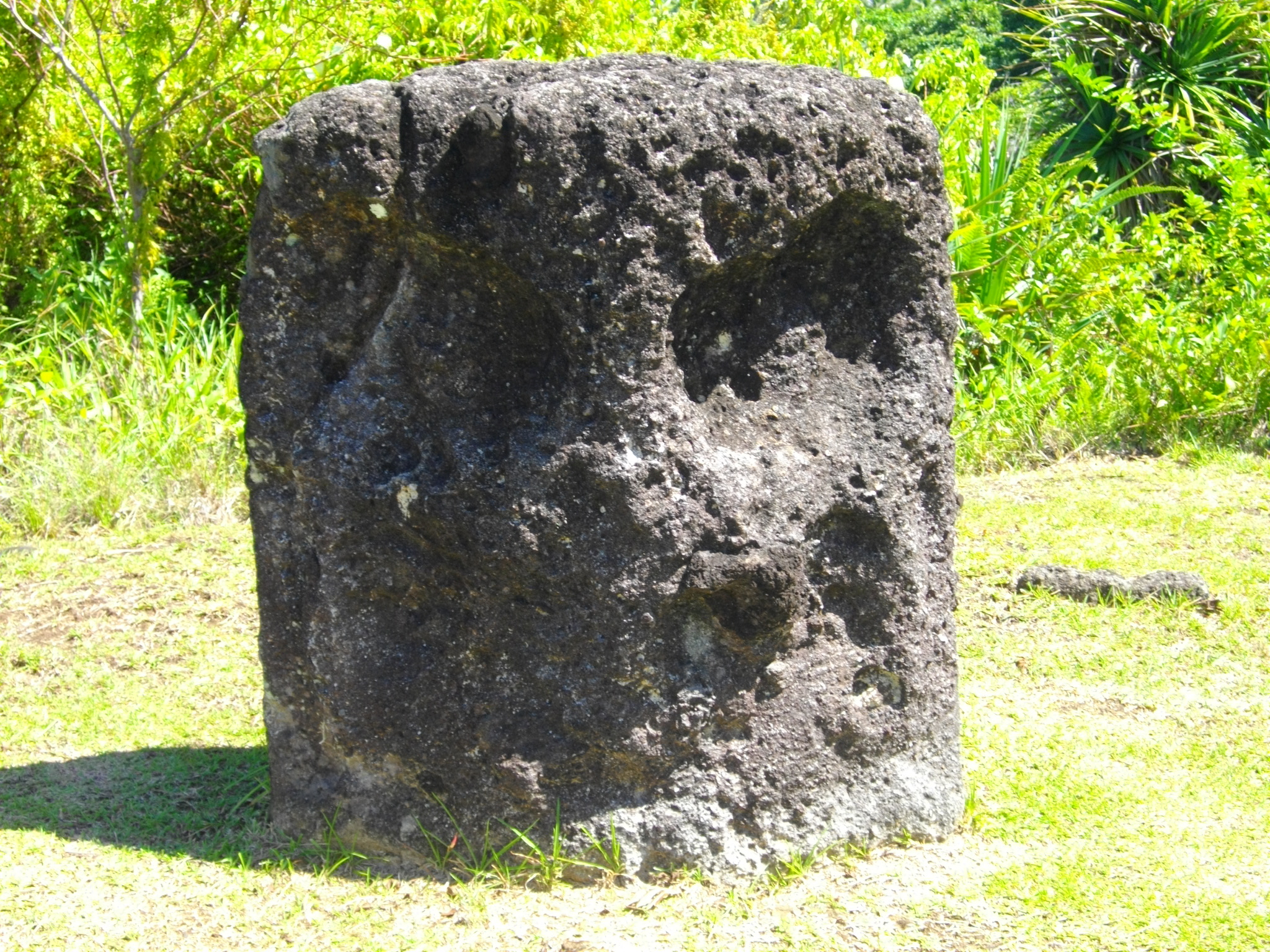
Cara de pedra